# Nordlige Krone
Nordlige Krone (Corona Borealis) er et stjernebillede på den nordlige himmelkugle.